# Élections législatives de 1997 dans le Morbihan
Les élections législatives françaises de 1997 se déroulent les 25 mai et 1er juin 1997. Dans le département du Morbihan, six députés sont à élire dans le cadre de six circonscriptions.

## Élus
| Circonscription | Député sortant        | Parti | Parti     | Député élu ou réélu   | Parti | Parti    |
| --------------- | --------------------- | ----- | --------- | --------------------- | ----- | -------- |
| 1re             | Raymond Marcellin     |       | UDF (PR)  | François Goulard      |       | UDF (PR) |
| 2e              | Aimé Kergueris        |       | UDF (PR)  | Aimé Kergueris        |       | UDF (PR) |
| 3e              | Jean-Charles Cavaillé |       | RPR       | Jean-Charles Cavaillé |       | RPR      |
| 4e              | Loïc Bouvard          |       | UDF (FD)  | Loïc Bouvard          |       | UDF (FD) |
| 5e              | Michel Godard         |       | UDF (P&R) | Jean-Yves Le Drian    |       | PS       |
| 6e              | Jacques Le Nay        |       | app. UDF  | Jacques Le Nay        |       | app. UDF |

## Résultats

### Résultats à l'échelle du département
| Parti          | Parti                               | Premier tour | Premier tour | Second tour | Second tour | Sièges |
| Parti          | Parti                               | Voix         | %            | Voix        | %           | Sièges |
| -------------- | ----------------------------------- | ------------ | ------------ | ----------- | ----------- | ------ |
|                | Union pour la démocratie française  | 73 292       | 23,38        | 119 681     | 37,10       | 4      |
|                | Rassemblement pour la République    | 36 831       | 11,75        | 50 001      | 15,50       | 1      |
|                | Divers droite                       | 25 079       | 8,00         |             |             | 0      |
|                | La Droite indépendante              | 4 166        | 1,33         | 0           |             |        |
|                | Droite parlementaire                | 139 368      | 44,46        | 169 682     | 52,61       | 5      |
|                |                                     |              |              |             |             |        |
|                | Parti socialiste                    | 84 187       | 26,86        | 152 871     | 47,39       | 1      |
|                | Parti communiste français           | 27 116       | 8,65         |             |             | 0      |
|                | Les Verts                           | 7 764        | 2,48         | 0           |             |        |
|                | Divers gauche                       | 905          | 0,29         | 0           |             |        |
|                | Gauche plurielle                    | 119 972      | 38,27        | 152 871     | 47,39       | 1      |
|                |                                     |              |              |             |             |        |
|                | Front national                      | 31 670       | 10,10        |             |             | 0      |
|                | Divers écologiste dont LT-LNÉ et GÉ | 11 037       | 3,52         | 0           |             |        |
|                | Régionaliste                        | 7 121        | 2,27         | 0           |             |        |
|                | Divers dont PLN                     | 2 558        | 0,82         | 0           |             |        |
|                | Extrême gauche dont LCR et LO       | 1 752        | 0,56         | 0           |             |        |
|                |                                     |              |              |             |             |        |
| Inscrits       | Inscrits                            | 467 013      | 100,00       | 466 969     | 100,00      | 6      |
| Abstentions    | Abstentions                         | 138 922      | 29,75        | 128 708     | 27,56       |        |
| Votants        | Votants                             | 328 091      | 70,25        | 338 261     | 72,44       |        |
| Blancs et nuls | Blancs et nuls                      | 14 613       | 4,45         | 15 708      | 4,64        |        |
| Exprimés       | Exprimés                            | 313 478      | 95,55        | 322 553     | 95,36       |        |

### Résultats par circonscription

#### Première circonscription (Vannes)
| Candidat       | Candidat               | Parti          | Premier tour | Premier tour | Second tour | Second tour |  |
| Candidat       | Candidat               | Parti          | Voix         | %            | Voix        | %           |  |
| -------------- | ---------------------- | -------------- | ------------ | ------------ | ----------- | ----------- |  |
|                | Micheline Rakotonirina | PS             | 14 381       | 26,04        | 25 318      | 44,96       |  |
|                | François Goulard élu   | UDF (PR)       | 14 200       | 25,71        | 30 998      | 55,04       |  |
|                | Pierre Pavec           | diss. UDF      | 11 866       | 21,49        | Retrait     | Retrait     |  |
|                | Bruno Petit            | FN             | 6 219        | 11,26        |             |             |  |
|                | Pierre Joubin          | PCF            | 2 752        | 4,98         |             |             |  |
|                | André Guillais         | Les Verts      | 1 935        | 3,5          |             |             |  |
|                | Claude Landa           | GÉ             | 1 517        | 2,75         |             |             |  |
|                | Yannig Baron           | UDB            | 1 203        | 2,18         |             |             |  |
|                | Claire Ségala          | US4J           | 905          | 1,64         |             |             |  |
|                | Noëlle Le Goff         | PLN            | 195          | 0,35         |             |             |  |
|                | Jacques Sautet         | Divers droite  | 50           | 0,09         |             |             |  |
|                |                        |                |              |              |             |             |  |
| Inscrits       | Inscrits               | Inscrits       | 82 160       | 100,00       | 82 138      | 100,00      |  |
| Abstentions    | Abstentions            | Abstentions    | 24 551       | 29,88        | 23 092      | 28,11       |  |
| Votants        | Votants                | Votants        | 57 609       | 70,12        | 59 046      | 71,89       |  |
| Blancs et nuls | Blancs et nuls         | Blancs et nuls | 2 386        | 4,14         | 2 730       | 4,62        |  |
| Exprimés       | Exprimés               | Exprimés       | 55 223       | 95,86        | 56 316      | 95,38       |  |

#### Deuxième circonscription (Auray)
| Candidat       | Candidat                     | Parti          | Premier tour | Premier tour | Second tour | Second tour |  |
| Candidat       | Candidat                     | Parti          | Voix         | %            | Voix        | %           |  |
| -------------- | ---------------------------- | -------------- | ------------ | ------------ | ----------- | ----------- |  |
|                | Aimé Kergueris sortant réélu | UDF (PR)       | 16 849       | 33,03        | 28 502      | 54,35       |  |
|                | Benoît Hamon                 | PS             | 10 656       | 20,89        | 23 937      | 45,65       |  |
|                | Michel Le Scouarnec          | PCF            | 6 437        | 12,62        |             |             |  |
|                | René Bouin                   | FN             | 6 349        | 12,44        |             |             |  |
|                | Gérard Pierre                | LDI (MPF)      | 2 670        | 5,23         |             |             |  |
|                | Roger Keraudran              | Divers droite  | 2 399        | 4,7          |             |             |  |
|                | Marie-Laure Thévenot         | GÉ             | 2 085        | 4,09         |             |             |  |
|                | Christian Guénal             | Divers         | 1 477        | 2,9          |             |             |  |
|                | Yann Verney                  | UDB            | 1 209        | 2,37         |             |             |  |
|                | Patrice Le Borgnic           | MDR            | 886          | 1,74         |             |             |  |
|                |                              |                |              |              |             |             |  |
| Inscrits       | Inscrits                     | Inscrits       | 75 960       | 100,00       | 75 967      | 100,00      |  |
| Abstentions    | Abstentions                  | Abstentions    | 22 594       | 29,74        | 20 814      | 27,4        |  |
| Votants        | Votants                      | Votants        | 53 366       | 70,26        | 55 153      | 72,6        |  |
| Blancs et nuls | Blancs et nuls               | Blancs et nuls | 2 349        | 4,4          | 2 714       | 4,92        |  |
| Exprimés       | Exprimés                     | Exprimés       | 51 017       | 95,6         | 52 439      | 95,08       |  |

#### Troisième circonscription (Pontivy)
| Candidat       | Candidat                            | Parti          | Premier tour | Premier tour | Second tour | Second tour |  |
| Candidat       | Candidat                            | Parti          | Voix         | %            | Voix        | %           |  |
| -------------- | ----------------------------------- | -------------- | ------------ | ------------ | ----------- | ----------- |  |
|                | Jean-Charles Cavaillé sortant réélu | RPR            | 23 714       | 46,75        | 28 224      | 54,93       |  |
|                | Jean-Pierre Le Roch                 | PS             | 14 602       | 28,78        | 23 154      | 45,07       |  |
|                | Georges Iglesias-Melich             | FN             | 4 767        | 9,4          |             |             |  |
|                | Jean-Paul Jarno                     | PCF            | 3 818        | 7,53         |             |             |  |
|                | Daniela Bourbon                     | GÉ             | 2 631        | 5,19         |             |             |  |
|                | Richard Gironnay                    | UDB            | 1 197        | 2,36         |             |             |  |
|                |                                     |                |              |              |             |             |  |
| Inscrits       | Inscrits                            | Inscrits       | 72 289       | 100,00       | 72 280      | 100,00      |  |
| Abstentions    | Abstentions                         | Abstentions    | 18 827       | 26,04        | 18 477      | 25,56       |  |
| Votants        | Votants                             | Votants        | 53 462       | 73,96        | 53 803      | 74,44       |  |
| Blancs et nuls | Blancs et nuls                      | Blancs et nuls | 2 733        | 5,11         | 2 425       | 4,51        |  |
| Exprimés       | Exprimés                            | Exprimés       | 50 729       | 94,89        | 51 378      | 95,49       |  |

#### Quatrième circonscription (Ploërmel)
| Candidat       | Candidat                   | Parti          | Premier tour | Premier tour | Second tour | Second tour |  |
| Candidat       | Candidat                   | Parti          | Voix         | %            | Voix        | %           |  |
| -------------- | -------------------------- | -------------- | ------------ | ------------ | ----------- | ----------- |  |
|                | Loïc Bouvard sortant réélu | UDF (FD)       | 23 902       | 45,42        | 30 644      | 57,1        |  |
|                | Paul Pabœuf                | PS             | 13 734       | 26,1         | 23 020      | 42,9        |  |
|                | Grégoire Tingaud           | FN             | 4 318        | 8,2          |             |             |  |
|                | Claudine Rouille           | Les Verts      | 2 661        | 5,06         |             |             |  |
|                | Edmond Le Borgne           | Divers droite  | 2 459        | 4,67         |             |             |  |
|                | Thérèse Baratte            | MDC (PCF)      | 1 706        | 3,24         |             |             |  |
|                | Richard Dubreuil           | LDI (MPF)      | 1 496        | 2,84         |             |             |  |
|                | Patrice Renaud             | GÉ             | 1 346        | 2,56         |             |             |  |
|                | Nicole Desury              | UDB            | 1 006        | 1,91         |             |             |  |
|                |                            |                |              |              |             |             |  |
| Inscrits       | Inscrits                   | Inscrits       | 77 262       | 100,00       | 77 251      | 100,00      |  |
| Abstentions    | Abstentions                | Abstentions    | 21 972       | 28,44        | 21 401      | 27,7        |  |
| Votants        | Votants                    | Votants        | 55 290       | 71,56        | 55 850      | 72,3        |  |
| Blancs et nuls | Blancs et nuls             | Blancs et nuls | 2 662        | 4,81         | 2 186       | 3,91        |  |
| Exprimés       | Exprimés                   | Exprimés       | 52 628       | 95,19        | 53 664      | 96,09       |  |

#### Cinquième circonscription (Lorient)
| Candidat       | Candidat               | Parti             | Premier tour | Premier tour | Second tour | Second tour |  |
| Candidat       | Candidat               | Parti             | Voix         | %            | Voix        | %           |  |
| -------------- | ---------------------- | ----------------- | ------------ | ------------ | ----------- | ----------- |  |
|                | Jean-Yves Le Drian élu | PS                | 15 851       | 32,76        | 28 625      | 56,79       |  |
|                | Catherine Giquel       | RPR               | 13 117       | 27,11        | 21 777      | 43,21       |  |
|                | Jean Maurice           | PCF               | 5 918        | 12,23        |             |             |  |
|                | Carol Mettétal         | FN                | 5 775        | 11,94        |             |             |  |
|                | Dominique Jeannès      | Les Verts         | 1 516        | 3,13         |             |             |  |
|                | Cyril Le Bail          | LO                | 1 325        | 2,74         |             |             |  |
|                | Jacques Bellanger      | Divers droite     | 1 220        | 2,52         |             |             |  |
|                | Joël Guégan            | UDB               | 1 219        | 2,52         |             |             |  |
|                | Lionel Lemoine         | GÉ                | 906          | 1,87         |             |             |  |
|                | Chantal Vigreux        | LT-LNÉ            | 676          | 1,4          |             |             |  |
|                | Lucien Le Puil         | Divers écologiste | 437          | 0,9          |             |             |  |
|                | Michel Kernaléguen     | LCR               | 427          | 0,88         |             |             |  |
|                |                        |                   |              |              |             |             |  |
| Inscrits       | Inscrits               | Inscrits          | 80 146       | 100,00       | 80 144      | 100,00      |  |
| Abstentions    | Abstentions            | Abstentions       | 29 781       | 37,16        | 26 713      | 33,33       |  |
| Votants        | Votants                | Votants           | 50 365       | 62,84        | 53 431      | 66,67       |  |
| Blancs et nuls | Blancs et nuls         | Blancs et nuls    | 1 978        | 3,93         | 3 029       | 5,67        |  |
| Exprimés       | Exprimés               | Exprimés          | 48 387       | 96,07        | 50 402      | 94,33       |  |

#### Sixième circonscription (Hennebont)
| Candidat       | Candidat                     | Parti          | Premier tour | Premier tour | Second tour | Second tour |  |
| Candidat       | Candidat                     | Parti          | Voix         | %            | Voix        | %           |  |
| -------------- | ---------------------------- | -------------- | ------------ | ------------ | ----------- | ----------- |  |
|                | Jacques Le Nay sortant réélu | app. UDF       | 18 341       | 33,05        | 29 537      | 50,62       |  |
|                | Jean-Pierre Bageot           | PS             | 14 963       | 26,96        | 28 817      | 49,38       |  |
|                | Michel Morvant               | diss. RPR      | 7 085        | 12,77        |             |             |  |
|                | Jean Le Borgne               | PCF            | 6 485        | 11,69        |             |             |  |
|                | Francis Schwaller            | FN             | 4 242        | 7,64         |             |             |  |
|                | Michel Rolland               | Les Verts      | 1 652        | 2,98         |             |             |  |
|                | Gérard Leseigneur            | GÉ             | 1 439        | 2,59         |             |             |  |
|                | Christian Guyonvarc'h        | UDB            | 1 287        | 2,32         |             |             |  |
|                |                              |                |              |              |             |             |  |
| Inscrits       | Inscrits                     | Inscrits       | 79 196       | 100,00       | 79 189      | 100,00      |  |
| Abstentions    | Abstentions                  | Abstentions    | 21 197       | 26,77        | 18 211      | 23          |  |
| Votants        | Votants                      | Votants        | 57 999       | 73,23        | 60 978      | 77          |  |
| Blancs et nuls | Blancs et nuls               | Blancs et nuls | 2 505        | 4,32         | 2 624       | 4,3         |  |
| Exprimés       | Exprimés                     | Exprimés       | 55 494       | 95,68        | 58 354      | 95,7        |  |